# Kvalifikace na Mistrovství světa ve fotbale 1990 (CONMEBOL)
Kvalifikace na Mistrovství světa ve fotbale 1990 zóny CONMEBOL určila 2 účastníky finálového turnaje a jednoho účastníka mezikontinentální baráže.
Devítka jihoamerických týmů byla rozlosována do tří skupin po třech. V nich se utkal dvoukolově každý s každým doma a venku. Vítězové skupin byli následně seřazeni do žebříčku a dvojice nejlepších postoupila přímo na MS, zatímco na zbylý celek čekala mezikontinentální baráž proti vítězi zóny OFC.

## Skupina 1
| Tým     | Z | V | R | P | VG | IG | +/- | B |
| ------- | - | - | - | - | -- | -- | --- | - |
| Uruguay | 4 | 3 | 0 | 1 | 7  | 2  | +5  | 6 |
| Bolívie | 4 | 3 | 0 | 1 | 6  | 5  | +1  | 6 |
| Peru    | 4 | 0 | 0 | 4 | 2  | 8  | -6  | 0 |

Uruguay vzhledem k umístění na druhém místě v žebříčku vítězů skupin postoupila na Mistrovství světa ve fotbale 1990.
| 20. srpna 1989                |       |               |                                                                                        |
| Bolívie                       | 2 – 1 | Peru          | Estadio Hernando Siles, La Paz diváci: 43 000 rozhodčí: Armando Pérez Hoyos (Kolumbie) |
| Melgar 45' (pen.) Ramallo 53' |       | del Solar 43' | Estadio Hernando Siles, La Paz diváci: 43 000 rozhodčí: Armando Pérez Hoyos (Kolumbie) |

| 27. srpna 1989 |       |                        |                                                                             |
| Peru           | 0 – 2 | Uruguay                | Estadio Nacional, Lima diváci: 45 000 rozhodčí: Carlos Esposito (Argentina) |
|                |       | Sosa 46' Alzamendi 69' | Estadio Nacional, Lima diváci: 45 000 rozhodčí: Carlos Esposito (Argentina) |

| 3. září 1989                 |       |          |                                                                                           |
| Bolívie                      | 2 – 1 | Uruguay  | Estadio Hernando Siles, La Paz diváci: 52 000 rozhodčí: José Vergara Guerrero (Venezuela) |
| Domínguez 38' (vl.) Peña 47' |       | Sosa 49' | Estadio Hernando Siles, La Paz diváci: 52 000 rozhodčí: José Vergara Guerrero (Venezuela) |

| 10. září 1989 |       |                         |                                                                         |
| Peru          | 1 – 2 | Bolívie                 | Estadio Nacional, Lima diváci: 9 500 rozhodčí: Carlos Maciel (Paraguay) |
| González 53'  |       | Montaño 45' Sánchez 77' | Estadio Nacional, Lima diváci: 9 500 rozhodčí: Carlos Maciel (Paraguay) |

| 17. září 1989            |       |         |                                                                               |
| Uruguay                  | 2 – 0 | Bolívie | Estadio Centenario, Montevideo diváci: 70 000 rozhodčí: Gastón Castro (Chile) |
| Sosa 31' Francescoli 39' |       |         | Estadio Centenario, Montevideo diváci: 70 000 rozhodčí: Gastón Castro (Chile) |

| 24. září 1989 |       |      |                                                                                        |
| Uruguay       | 2 – 0 | Peru | Estadio Centenario, Montevideo diváci: 57 000 rozhodčí: José Roberto Wright (Brazílie) |
| Sosa 45', 58' |       |      | Estadio Centenario, Montevideo diváci: 57 000 rozhodčí: José Roberto Wright (Brazílie) |

## Skupina 2
| Tým      | Z | V | R | P | VG | IG | +/- | B |
| -------- | - | - | - | - | -- | -- | --- | - |
| Kolumbie | 4 | 2 | 1 | 1 | 5  | 3  | +2  | 5 |
| Paraguay | 4 | 2 | 0 | 2 | 6  | 7  | -1  | 4 |
| Ekvádor  | 4 | 1 | 1 | 2 | 4  | 5  | -1  | 3 |

Kolumbie vzhledem k poslednímu místu v žebříčku vítězů skupin postoupila do mezikontinentální baráže proti vítězi zóny OFC.
| 20. srpna 1989   |       |         |                                                                               |
| Kolumbie         | 2 – 0 | Ekvádor | Estadio Metropolitano, Barranquilla rozhodčí: Romualdo Arppi Filho (Brazílie) |
| Iguarán 32', 72' |       |         | Estadio Metropolitano, Barranquilla rozhodčí: Romualdo Arppi Filho (Brazílie) |

| 27. srpna 1989                    |       |             |                                                                       |
| Paraguay                          | 2 – 1 | Kolumbie    | Estadio Defensores del Chaco, Asunción rozhodčí: Hernán Silva (Chile) |
| Ferreira 48' Chilavert 90' (pen.) |       | Iguarán 87' | Estadio Defensores del Chaco, Asunción rozhodčí: Hernán Silva (Chile) |

| 3. září 1989 |       |          | |
| Ekvádor      | 0 – 0 | Kolumbie | Estadio Monumental Isidro Romaro Carbo, Guayaquil diváci: 55 000 rozhodčí: Ricardo Calabria (Argentina) |
|              |       |          | Estadio Monumental Isidro Romaro Carbo, Guayaquil diváci: 55 000 rozhodčí: Ricardo Calabria (Argentina) |

| 10. září 1989            |       |            |                                                                                           |
| Paraguay                 | 2 – 1 | Ekvádor    | Estadio Defensores del Chaco, Asunción diváci: 60 000 rozhodčí: José Ramírez Calle (Peru) |
| Cabañas 36' Ferreira 67' |       | Avilés 84' | Estadio Defensores del Chaco, Asunción diváci: 60 000 rozhodčí: José Ramírez Calle (Peru) |

| 17. září 1989             |       |             |                                                                                |
| Kolumbie                  | 2 – 1 | Paraguay    | Estadio Metropolitano, Barranquilla rozhodčí: Juan Daniel Cardellino (Uruguay) |
| Iguarán 56' Hernández 67' |       | Mendoza 45' | Estadio Metropolitano, Barranquilla rozhodčí: Juan Daniel Cardellino (Uruguay) |

| 24. září 1989                        |       |           | |
| Ekvádor                              | 3 – 1 | Paraguay  | Estadio Monumental Isidro Romaro Carbo, Guayaquil diváci: 18 000 rozhodčí: Arnaldo Cézar Coelho (Brazílie) |
| Aguinaga 26' Marsetti 72' Avilés 82' |       | Neffa 18' | Estadio Monumental Isidro Romaro Carbo, Guayaquil diváci: 18 000 rozhodčí: Arnaldo Cézar Coelho (Brazílie) |

## Skupina 3
| Tým       | Z | V | R | P | VG | IG | +/- | B |
| --------- | - | - | - | - | -- | -- | --- | - |
| Brazílie  | 4 | 3 | 1 | 0 | 13 | 1  | +12 | 7 |
| Chile     | 4 | 2 | 1 | 1 | 9  | 4  | +5  | 5 |
| Venezuela | 4 | 0 | 0 | 4 | 1  | 18 | -17 | 0 |

Brazílie vzhledem k umístění na prvním místě žebříčku vítězů skupin postoupila na Mistrovství světa ve fotbale 1990.
| 30. července 1989 |       |                                       |                                                                    |
| Venezuela         | 0 – 4 | Brazílie                              | Estadio Brígido Iriarte, Caracas rozhodčí: Ortube Vargas (Bolívie) |
|                   |       | Branco 5' Romário 65' Bebeto 79', 81' | Estadio Brígido Iriarte, Caracas rozhodčí: Ortube Vargas (Bolívie) |

| 6. srpna 1989 |       |                              |                                                                                    |
| Venezuela     | 1 – 3 | Chile                        | Estadio Brígido Iriarte, Caracas diváci: 13 000 rozhodčí: Montalvan Miranda (Peru) |
| Fernández 65' |       | Aravena 5', 33' Zamorano 71' | Estadio Brígido Iriarte, Caracas diváci: 13 000 rozhodčí: Montalvan Miranda (Peru) |

| 13. srpna 1989 |       |                    |                                                                                      |
| Chile          | 1 – 1 | Brazílie           | Estadio Nacional, Santiago de Chile diváci: 60 697 rozhodčí: Diaz Palacio (Kolumbie) |
| Basay 81'      |       | González 56' (vl.) | Estadio Nacional, Santiago de Chile diváci: 60 697 rozhodčí: Diaz Palacio (Kolumbie) |

| 20. srpna 1989                                       |       |           |                                                                                  |
| Brazílie                                             | 6 – 0 | Venezuela | Estádio do Morumbi, São Paulo diváci: 106 462 rozhodčí: Filippi Cavani (Uruguay) |
| Careca 10', 17', 80', 86' Silas 37' Acosta 39' (vl.) |       |           | Estádio do Morumbi, São Paulo diváci: 106 462 rozhodčí: Filippi Cavani (Uruguay) |

| 27. srpna 1989                             |       |           | |
| Chile                                      | 5 – 0 | Venezuela | Estadio Malvinas Argentinas, Mendoza (neutrální půda) diváci: 19 000 rozhodčí: Jacome Guerrero (Ekvádor) |
| Letellier 14', 34', 69' Yáñez 44' Vera 84' |       |           | Estadio Malvinas Argentinas, Mendoza (neutrální půda) diváci: 19 000 rozhodčí: Jacome Guerrero (Ekvádor) |

| 3. září 1989 |         |       |                                                                                               |
| Brazílie     | 1 – 0 1 | Chile | Estádio do Maracanã, Rio de Janeiro diváci: 141 072 rozhodčí: Juan Carlos Loustau (Argentina) |
| Careca 49'   |         |       | Estádio do Maracanã, Rio de Janeiro diváci: 141 072 rozhodčí: Juan Carlos Loustau (Argentina) |

1 Zápas byl ukončen v 67. minutě, když Brazílie vedla 1:0. Chile odešlo ze hřiště na protest proti vhozené dýmovnici na hrací plochu, která měla trefit brankaře Roberta Rojase do hlavy. Brankař byl následně s krvácející ranou z hřiště odnesen na nosítkách. Vyšetřování FIFA následně došlo k závěru, že si Rojas zranění přivodil sám žiletkou ukrytou v rukavici. Utkání bylo zkontumováno 2:0 pro Brazílii a Chile bylo diskvalifikováno z další kvalifikace.